# İkdam
 (octobre 2022).

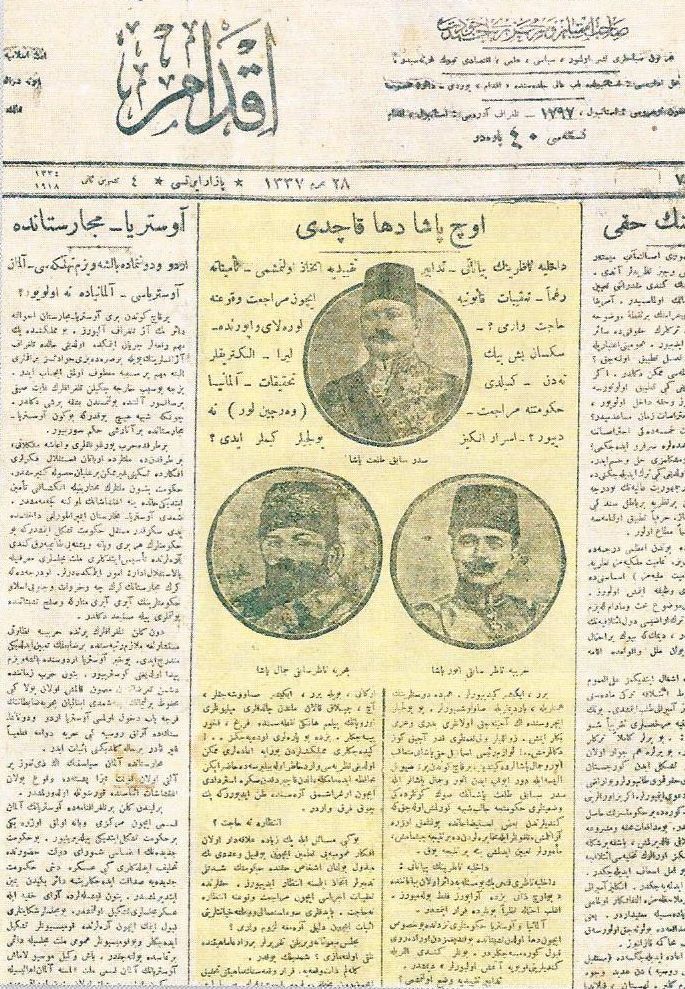
La première page d'İkdam, le 4 novembre 1918, à la suite de la fuite des Trois Pachas après la Première Guerre mondiale.

Le journal Ikdam ( Effort ) était un journal de langue arabe créé en 1894 et publié à Constantinople (aujourd'hui Istanbul), où il était le journal le plus populaire de la ville. Le journal a été fondé par Ahmet Cevdet et a d'abord soutenu le turquisme avant de trouver le comité Union et Progrès après la révolution des Jeunes-Turcs. Ikdam a été dissous en 1928.